# فن‌سیکلیدین
فن‌سیکلیدین (به انگلیسی: PCP) داروی روان‌گردان و منفک کننده است. این ماده در اواخر دهه ۱۹۵۰ به عنوان داروی بیهوشی ساخته شد ولی به دلیل عوارض جانبی آن، همچون روان آشفتگی و گمگشتگی، مصرف آن در اواخر دهه ۱۹۶۰ بیشتر تحت سو مصرف قرار گرفت. در آن سال‌ها این ماده به نام سرنیلان و به عنوان یک داروی بیهوشی برای حیوانات مورد مصرف قرار می‌گرفت.

## شیمی
فن‌سیکلیدین خالص، پودر کریستالی سفید رنگی است که به راحتی در آب قابل حل می‌باشد. امروزه ترکیب آن با مواد دیگر باعث تغییر رنگ از آجری تا قهوه‌ای و تغییر شکل از پودر به آدامس شده‌است. به صورت قرص، پودر، کریستال وجود دارد که با توتون سیگار یا گراس مخلوط شده و استفاده می‌گردد.

## تأثیرات
این مواد مخدر بسیار سریع و تنها در مدت چند ثانیه اثر می‌کند. در دوزهای پائین تر احساس آرامش کاذب، مورمور شدن و کرختی ایجاد می‌کند و بتدریج تبدیل به احساس جدائی، دوری و بیگانگی نسبت به محیط پیرامون می‌شود. بریده بریده حرف زدن، عدم تعادل و هماهنگی در اندام‌ها همراه باحس قدرت و احساس شناور بودن می‌شود که از ۴ تا ۶ ساعت ادامه دارد. افسردگی متعاقب دوز زیاد آن تا ۲۴ ساعت ادامه می‌یابد. در دوزهای بالاتر برخی افراد دچار گیجی، محبت، حالت آزار رساننده و اضطراب شدید می‌شوند و در این مرحله منجر به خشونت‌های شدید رفتاری می‌گردد که یکی از خطرناک‌ترین عوارض سو مصرف این مواد می‌باشد و به مرگ فرد مصرف‌کننده یا هر شخص دیگری منجر خواهد شد.

## عوارض سوءمصرف
در صورتی که فرد این مواد را به صورت مداوم مصرف کرده باشد عوارضی چون خیرگی بدون هدف، حرکات سریع چشم، راه رفتن نا متعادل، توهمات شنوائی، تغییر اشکال هندسی، اختلالات رفتاری و فراموشی ظاهر می‌شود. این مواد همانند اغلب مواد مخدر توهم زا وابستگی جسمانی حاد ایجاد نمی‌کند ولی این ماده به میزان زیادی باعث ایجاد وابستگی روانی می‌شود.

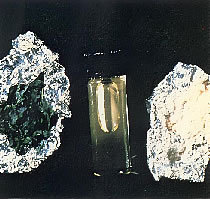
فن‌سیکلیدین (پی‌سی‌پی)